# Obsessed (Mariah Carey)
Obsessed è una canzone della cantautrice statunitense Mariah Carey, estratto come primo singolo dal suo dodicesimo album Memoirs of an Imperfect Angel. La canzone è scritta e prodotta da Mariah Carey, The-Dream e Christopher "Tricky" Stewart.

## Descrizione
Mariah Carey afferma che la canzone prende spunto dalla frase “Why are you so obsessed with me?” Pronunciata dall’iconico personaggio di Regina George nel film Mean Girls del 2004.
Mariah Carey ha annunciato l'uscita di Obsessed come primo singolo di Memoirs of an Imperfect Angel il 9 giugno 2009 attraverso il social network Twitter, dichiarando anche che si trattava di una delle sue canzoni preferite di sempre. La cantautrice ha parlato del brano, definendolo un "divertente disco estivo uptempo", nonostante lei avesse in mente di far uscire prima un brano ballad, in stile Butterfly" Il brano è stato trasmesso un'anteprima il 16 giugno dalla stazione radio di Chicago "B96" alle 14:00. Un remix del brano, con il featuring del rapper Gucci Mane, è stato trasmesso il giorno stesso. Obsessed sarà reso disponibile per la vendita dal 7 luglio 2009, mentre la sua rotazione radiofonica ufficiale inizierà il 21 luglio 2009.

## Promozione
La Carey si è esibita con Obsessed il 5 agosto del 2009 in un episodio del programma televisivo America's Got Talent.

## Video musicale
Il video musicale è stato diretto da Brett Ratner ed è stato girato il 28 giugno 2009 ed il 29 giugno 2009, presso il Plaza Hotel di New York. Nel video la Carey interpreta il doppio ruolo di una celebrità perseguitata da un fan ossessivo ed il ruolo dello stesso fan, che si rivelerà essere uno stalker.

## Cronologia delle pubblicazioni
| Paese       | Data              | Formato               |
| ----------- | ----------------- | --------------------- |
| Stati Uniti | 16 giugno 2009    | Anteprima radiofonica |
| Stati Uniti | 23 giugno 2009    | Radio R&B             |
| Stati Uniti | 7 luglio 2009     | Digital Download      |
| Stati Uniti | 21 luglio 2009    | Radio Pop             |
| Italia      | 19 luglio 2009    | Airplay               |
| Germania    | 31 luglio 2009    | CD singolo            |
| Francia     | 21 settembre 2009 | CD singolo            |

## Classifiche
| Classifica (2009) | Posizione massima |
| ----------------- | ----------------- |
| Australia         | 13                |
| Belgio (Fiandre)  | 64                |
| Belgio (Vallonia) | 20                |
| Canada            | 15                |
| Francia           | 8                 |
| Giappone          | 16                |
| Italia            | 6                 |
| Nuova Zelanda     | 21                |
| Paesi Bassi       | 61                |
| Regno Unito       | 52                |
| Stati Uniti       | 7                 |
| Svizzera          | 61                |